# 风月 (法国共和历)
风月（法語：Ventôse）是法国共和曆的第六个月。它一般（对于某些年份有一两天的差异）对应于格里高利历的2月19日至3月20日，同时它也大致涵盖了太阳穿越黄道十二宫双鱼座的时期。風月的前一個月是雨月，下一個月是芽月。

## 風月每日的名称表
1. 款冬日
2. 山茱萸日
3. 堇菜日
4. 女楨日
5. 公山羊日
6. 细辛日
7. 泻鼠李日
8. 紫罗兰日
9. 黄华柳日
10. 锹日
11. 水仙日
12. 榆树日
13. 球果紫堇日
14. 糖芥日
15. 母山羊日
16. 菠菜日
17. 多榔菊日
18. 繁缕日
19. 欧芹日
20. 钓鱼线日
21. 曼德拉草日
22. 香芹日
23. 辣根菜日
24. 雏菊日
25. 金枪鱼日
26. 蒲公英日
27. 森林日
28. 水龙骨日
29. 梣树日
30. 手铲日